# Apatelodes heptaloba
Apatelodes heptaloba is een vlinder uit de familie van de Apatelodidae. De wetenschappelijke naam van de soort is voor het eerst geldig gepubliceerd in 1887 door Herbert Druce.

## Synoniemen
- Apatelobes bunca Dyar, 1912[3]